# Диброва (Долинская городская община)
Диброва (укр. Діброва) — село в Долинской городской общине Калушского района Ивано-Франковской области Украины.
Население по переписи 2001 года составляло 308 человек. Занимает площадь 3,18 км². Почтовый индекс — 77523. Телефонный код — 3477.